# ستانلي مينزو
ستانلي بورل مينزو (15 أكتوبر 1963

 في باراماريبو) (بالهولندية:Stanley Purl Menzo) لاعب كرة قدم هولندي الجنسية سورينامي المولد معتزل كان يجيد اللعب في مركز حارس مرمى وحاليا مدرب نادي الدرجة الأولى كامبور الهولندي منذ 2008 .
لعب مينزو في أندية زيبورغيا (1980-1983) أياكس أمستردام (1983-1984) هارلم (1983-1984) أياكس أمستردام مجددا (1984-1994) بي إس في آيندهوفن (1994-1996) ليرس (1996-1997) بوردو (2007) ليرس مجددا (1998-1999) أياكس أمستردام مجددا (1999-2000) أغوف أبيلدورن (2001-2002) .
ساهم مينزو في تتويج نادي أياكس أمستردام ببطولة دوري الدرجة الممتازة 3 مرات مواسم 1984/1985 ، 1989/1990 ، و1993/1994 وببطولة كأس هولندا 3 مرات مواسم 1985/1986 ، 1986/1987 ، و1992/1993 وببطولة كأس أبطال الكؤوس الأوروبي موسم 1986/1987 وببطولة كأس الاتحاد الأوروبي موسم 1991/1992 كما ساهم في تتويج نادي بي إس في آيندهوفن ببطولة دوري الدرجة الأولى موسم 1999/2000 وببطولة كأس هولندا موسم 1995/1996 كما ساهم في تتويج نادي ليرس ببطولة كأس بلجيكا موسم 1996/1997 .
شارك مينزو مع منتخب هولندا في 6 مباريات دولية في الفترة من 1989 إلى 1992 .
تولى مينزو تدريب أندية أغوف أبيلدورن (2005-2006) فولندام (2006-2008) .

## روابط خارجية
- ستانلي مينزو على موقع الاتحاد الدولي (مؤرشف)  (الإنجليزية)
- ستانلي مينزو على موقع الاتحاد الأوربي (الإنجليزية)
- ستانلي مينزو على موقع قاعدة بيانات كرة القدم.إي يو (الإنجليزية)
- ستانلي مينزو على موقع بيانات كرة القدم. دي إي (الألمانية)
- ستانلي مينزو على موقع ناشيونال فوتبول تيمز (الإنجليزية)
- ستانلي مينزو على موقع Soccerway.com (الإنجليزية)
- ستانلي مينزو على موقع عالم كرة القدم.نت (الإنجليزية)
- ستانلي مينزو على موقع كووورة